# 1 500 mètres masculin aux Jeux olympiques d'été de 1996 (athlétisme)
Navigation
Barcelone 1992 Sydney 2000
L'épreuve du 1 500 mètres masculin aux Jeux olympiques de 1996 s'est déroulée du 29 juillet au 3 août 1996 au Centennial Olympic Stadium d'Atlanta, aux États-Unis.  Elle est remportée par l'Algérien Noureddine Morceli.

## Résultats

### Finale
| Rang               | Athlète            | Pays        | Temps         | Notes |
| ------------------ | ------------------ | ----------- | ------------- | ----- |
| Médaille d'or      | Noureddine Morceli | Algérie     | 3 min 35 s 78 |       |
| Médaille d'argent  | Fermin Cacho       | Espagne     | 3 min 36 s 40 |       |
| Médaille de bronze | Stephen Kipkorir   | Kenya       | 3 min 36 s 72 |       |
| 4                  | Laban Rotich       | Kenya       | 3 min 37 s 39 |       |
| 5                  | William Tanui      | Kenya       | 3 min 37 s 42 |       |
| 6                  | Abdi Bile          | Somalie     | 3 min 38 s 03 |       |
| 7                  | Marko Koers        | Pays-Bas    | 3 min 38 s 18 |       |
| 8                  | Ali Hakimi         | Tunisie     | 3 min 38 s 19 |       |
| 9                  | Mohammed Suleiman  | Qatar       | 3 min 38 s 26 |       |
| 10                 | Driss Maazouzi     | Maroc       | 3 min 39 s 65 |       |
| 11                 | John Mayock        | Royaume-Uni | 3 min 40 s 18 |       |
| 12                 | Hicham El Guerrouj | Maroc       | 3 min 40 s 75 |       |

### Demi-Finale 1
| Rang | Athlète               | Pays        | Temps         | Notes |
| ---- | --------------------- | ----------- | ------------- | ----- |
| 1    | Noureddine Morceli    | Algérie     | 3 min 32 s 88 |       |
| 2    | Fermín Cacho          | Espagne     | 3 min 33 s 12 |       |
| 3    | Abdi Bile             | Somalie     | 3 min 33 s 30 |       |
| 4    | William Tanui         | Kenya       | 3 min 33 s 57 |       |
| 5    | Laban Rotich          | Kenya       | 3 min 33 s 73 |       |
| 6    | Driss Maazouzi        | Maroc       | 3 min 34 s 35 |       |
| 7    | John Mayock           | Royaume-Uni | 3 min 34 s 55 |       |
| 8    | Abdelkader Chékhémani | France      | 3 min 34 s 84 |       |
| 9    | Branko Zorko          | Croatie     | 3 min 35 s 14 |       |
| 10   | Balazs Tolgyesi       | Hongrie     | 3 min 35 s 57 |       |
| 11   | Luis Feiteira         | Portugal    | 3 min 40 s 31 |       |
| 12   | Nail Bruton           | Irlande     | 3 min 42 s 88 |       |

### Demi-Finale 2
| Rang | Athlète                 | Pays        | Temps         | Notes |
| ---- | ----------------------- | ----------- | ------------- | ----- |
| 1    | Hicham El Guerrouj      | Maroc       | 3 min 35 s 29 |       |
| 2    | Stephen Arusei Kipkorir | Kenya       | 3 min 35 s 53 |       |
| 3    | Ali Hakimi              | Tunisie     | 3 min 35 s 91 |       |
| 4    | Mohamed Suleiman        | Qatar       | 3 min 36 s 01 |       |
| 5    | Marko Koers             | Pays-Bas    | 3 min 36 s 06 |       |
| 6    | Isaac Viciosa           | Espagne     | 3 min 36 s 11 |       |
| 7    | Anthony Whiteman        | Royaume-Uni | 3 min 36 s 11 |       |
| 8    | Christophe Impens       | Belgique    | 3 min 37 s 64 |       |
| 9    | Paul McMullen           | États-Unis  | 3 min 37 s 81 |       |
| 10   | Reyes Estévez           | Espagne     | 3 min 39 s 44 |       |
| 11   | Shane Healy             | Irlande     | 3 min 39 s 81 |       |
| 12   | Kevin McKay             | Royaume-Uni | 3 min 43 s 61 |       |

### Série 1
| Rang | Athlète                | Pays        | Temps         | Notes |
| ---- | ---------------------- | ----------- | ------------- | ----- |
| 1    | Laban Rotich           | Kenya       | 3 min 35 s 88 |       |
| 2    | Marko Koers            | Pays-Bas    | 3 min 36 s 18 |       |
| 3    | Niall Bruton           | Irlande     | 3 min 37 s 42 |       |
| 4    | Kevin McKay (en)       | Royaume-Uni | 3 min 38 s 02 |       |
| 5    | Ovidiu Olteanu (en)    | Roumanie    | 3 min 38 s 33 |       |
| 6    | Vyacheslav Shabunin    | Russie      | 3 min 38 s 56 |       |
| 7    | Edgar de Oliveira (en) | Brésil      | 3 min 40 s 70 |       |
| 8    | Steve Agar (en)        | Dominique   | 3 min 43 s 02 |       |
| 9    | Brian Hyde (en)        | États-Unis  | 3 min 48 s 20 |       |
| 10   | Andriy Bulkovskyi (en) | Ukraine     | 3 min 53 s 30 |       |
| 11   | Tawai Keiruan (en)     | Vanuatu     | 4 min 02 s 78 |       |

### Série 2
| Rang | Athlète                 | Pays        | Temps         | Notes |
| ---- | ----------------------- | ----------- | ------------- | ----- |
| 1    | Noureddine Morceli      | Algérie     | 3 min 41 s 95 |       |
| 2    | John Mayock             | Royaume-Uni | 3 min 42 s 31 |       |
| 3    | Abdi Bile               | Somalie     | 3 min 42 s 32 |       |
| 4    | Reyes Estévez           | Espagne     | 3 min 42 s 48 |       |
| 5    | Rachid el-Basir         | Maroc       | 3 min 42 s 85 |       |
| 6    | Julius Achon (en)       | Ouganda     | 3 min 43 s 08 |       |
| 7    | Luís Jesus (en)         | Portugal    | 3 min 44 s 65 |       |
| 8    | Joaquim Cruz            | Brésil      | 3 min 45 s 32 |       |
| 9    | João N'Tyamba           | Angola      | 3 min 46 s 41 |       |
| 10   | Ali Ibrahim (en)        | Djibouti    | 3 min 46 s 62 |       |
| 11   | Michael Gottschalk (en) | Allemagne   | 3 min 56 s 46 |       |

### Série 3
| Rang | Athlète                | Pays             | Temps         | Notes |
| ---- | ---------------------- | ---------------- | ------------- | ----- |
| 1    | Ali Hakimi             | Tunisie          | 3 min 36 s 58 |       |
| 2    | Stephen Kipkorir       | Kenya            | 3 min 36 s 70 |       |
| 3    | Balázs Tölgyesi (en)   | Hongrie          | 3 min 36 s 71 |       |
| 4    | Driss Maazouzi         | Maroc            | 3 min 37 s 08 |       |
| 5    | Shane Healy (en)       | Irlande          | 3 min 37 s 28 |       |
| 6    | Branko Zorko           | Croatie          | 3 min 37 s 35 |       |
| 7    | Mohamed Suleiman       | Qatar            | 3 min 37 s 70 |       |
| 8    | Mickaël Damian         | France           | 3 min 39 s 21 |       |
| 9    | Jason Pyrah (en)       | États-Unis       | 3 min 39 s 91 |       |
| 10   | António Travassos (en) | Portugal         | 3 min 42 s 01 |       |
| 11   | Martin Johns (en)      | Nouvelle-Zélande | 3 min 44 s 91 |       |
| 12   | Hussain Riyaz (en)     | Maldives         | 4 min 15 s 14 |       |

### Série 4
| Rang | Athléte                   | Pays     | Temps         | Notes |
| ---- | ------------------------- | -------- | ------------- | ----- |
| 1    | Hicham El Guerrouj        | Maroc    | 3 min 37 s 66 |       |
| 2    | William Tanui             | Kenya    | 3 min 37 s 72 |       |
| 3    | Abdelkader Chékhémani     | France   | 3 min 37 s 81 |       |
| 4    | Isaac Viciosa             | Espagne  | 3 min 37 s 93 |       |
| 5    | Luís Feiteira (en)        | Portugal | 3 min 38 s 09 |       |
| 6    | Marcus O'Sullivan         | Irlande  | 3 min 38 s 16 |       |
| 7    | Peter Philipp (en)        | Suisse   | 3 min 41 s 60 |       |
| 8    | Werner Edler-Muhr (en)    | Autriche | 3 min 45 s 02 |       |
| 9    | Alexis Sharangabo (en)    | Rwanda   | 3 min 46 s 42 |       |
| 10   | Ali Mabrouk El Zaidi (en) | Liban    | 3 min 51 s 49 |       |

### Série 5
| Rang | Athlète           | Pays         | Temps         | Notes |
| ---- | ----------------- | ------------ | ------------- | ----- |
| 1    | Fermín Cacho      | Espagne      | 3 min 39 s 84 |       |
| 2    | Paul McMullen     | États-Unis   | 3 min 39 s 94 |       |
| 3    | Christophe Impens | Belgique     | 3 min 40 s 16 |       |
| 4    | Anthony Whiteman  | Royaume-Uni  | 3 min 40 s 74 |       |
| 5    | Andrey Loginov    | Russie       | 3 min 40 s 99 |       |
| 6    | Dieudonné Kwizera | Burundi      | 3 min 41 s 45 |       |
| 7    | Ahmed Krama       | Algérie      | 3 min 42 s 09 |       |
| 8    | Bahadur Prasad    | Inde         | 3 min 46 s 16 |       |
| 9    | Éric Dubus        | France       | 3 min 47 s 01 |       |
| 10   | Thomas Ebner      | Autriche     | 3 min 48 s 38 |       |
| 11   | Paul Cleary       | Australie    | 3 min 52 s 85 |       |
| 12   | Selwyn Kole       | Îles Salomon | 4 min 03 s 44 |       |

## Légende
Records et Performances
- AR : Record continental (area record)
- CR : Record des championnats (championship record)
- MR : Record du meeting (meet record)
- NR : Record national (national record)
- OR : Record olympique (olympic record)
- PR : Record paralympique (paralympic record)
- PB : Record personnel (personal best)
- SB : Meilleure performance personnelle de la saison (season's best)
- WL : Meilleure performance mondiale de l'année (world leader)
- WJR : Record du monde junior (world junior record)
- WR : Record du monde (world record)

Circonstances et Conditions
- DNF : N'a pas terminé (did not finish)
- DNS : N'a pas pris le départ (did not start)
- DQ : Disqualification (disqualification)
- NM : Aucun essai valable enregistré (No Mark)
- Q : Qualifié « directement » au prochain tour (ou à la prochaine compétition), lors d'une compétition majeure, grâce au classement ou à la réalisation des minima (automatic qualifier)
- q : Qualifié au prochain tour (ou à la prochaine compétition), lors d'une compétition majeure, grâce au repêchage ou à la réalisation de l'une des meilleures performances parmi celles des « non qualifiés directement » (grâce au meilleur temps ou à la meilleure distance par exemple) (secondary qualifier)